# Grande Prêmio do Cinema Brasileiro 2014
É a décima terceira edição do Grande Prêmio Brasileiro de Cinema, organizado pela Academia Brasileira de Cinema, homenageando os melhores filmes do ano anterior em diversas categorias. A entrega dos prêmios aconteceu em 26 de agosto de 2014, no Theatro Municipal do Rio de Janeiro, com transmissão pelo Canal Brasil.

## Vencedores e indicados[2][3]
| Melhor Longa-Metragem de Ficção | Melhor Direção |
| --- | --- |
| - Faroeste Caboclo, de Rene Sampaio. Produção: Bianca De Felippes por Gávea Filmes e Produções, Marcello Maia por República Pureza e René Sampaio por Fogo Cerrado Filmes - Cine Holliúdy, de Halder Gomes. Produção: Halder Gomes e Dayane Queiroz por ATC - Flores Raras, de Bruno Barreto. Produção: Lucy Barreto e Paula Barreto por LCBarreto e Filmes do Equador - O Som ao Redor, de Kleber Mendonça Filho. Produção: Emilie Lesclaux por Cinemascópio Produções - Tatuagem, de Hilton Lacerda. Produção: João Vieira Jr, Chico Ribeiro e Ofir Figueiredo por REC Produtores Associados                                                   | - Bruno Barreto (Flores Raras) - Halder Gomes (Cine Holliúdy) - Heitor Dhalia (Serra Pelada) - Hilton Lacerda (Tatuagem) - Kleber Mendonça Filho (O Som ao Redor) |
| Melhor Atriz | Melhor Ator |
| - Gloria Pires - Flores Raras - Fernanda Montenegro - O Tempo e o Vento - Isis Valverde - Faroeste Caboclo - Leandra Leal - Mato sem Cachorro - Sophie Charlotte - Serra Pelada | - Fabrício Boliveira - Faroeste Caboclo - Edmilson Filho - Cine Holliúdy - Irandhir Santos - Tatuagem - Irandhir Santos - O som ao redor - Jesuíta Barbosa - Tatuagem - Wagner Moura - A Busca |
| Melhor Atriz Coadjuvante | Melhor Ator Coadjuvante |
| - Bianca Comparato - Somos tão Jovens - Alexandra Richter - Minha Mãe É Uma Peça - O Filme - Ana Marlene - Cine Holliudý - Ângela Leal - Bonitinha, Mas Ordinária - Sandra Corveloni - Somos tão Jovens | - Wagner Moura - Serra Pelada - Antônio Calloni - Faroeste Caboclo - Bruno Torres - Somos tão Jovens - Jesuíta Barbosa - Serra Pelada - Matheus Nachtergaele - Serra Pelada |
| Melhor Direção de Fotografia | Melhor Direção de Arte |
| - Gustavo Hadba - Faroeste Caboclo - Adrian Teijido, ABC - A Busca - Affonso Beato, ASC, ABC - O tempo e o vento - Lito Mendes da Rocha - Serra Pelada - Mauro Pinheiro Júnior, ABC - Flores Raras | - José Joaquim Salles - Flores Raras - Juliano Dornelles - O som ao redor - Marcelo Escañuela - A Busca - Renata Pinheiro - Tatuagem - Tiago Marques - Faroeste Caboclo - Tiza de Oliveira - O tempo e o vento - Tulé Peake - Serra Pelada |
| Melhor Figurino | Melhor Maquiagem |
| - Macelo Pies - Flores Raras - Bia Salgado - Serra Pelada - Chris Garrido - Tatuagem - Joanna Fontelles - Cine Holliúdy - Valéria Stefani - Faroeste Caboclo | - Siva Rama Terra - Serra Pelada - Ancelmo Saffi - Flores Raras - Auri Mota - Faroeste Caboclo - Cris Pires - Cine Holliúdy - Donna Meirelles - Tatuagem |
| Melhor Efeito Visual | Melhor Montagem Ficção |
| - Daniel Greco e Bruno Monteiro - Uma História de Amor e Fúria - Robson Sartori - Serra Pelada - Carlos Eduardo Nogueira - O som ao redor - Omar Colocci e Rafael Rodrigues - Faroeste Caboclo - Robson Sartori - Flores Raras | - Marcio Hashimoto - Faroeste Caboclo - Dirceu Lustosa - Somos tão Jovens - Helgi Thor - Cine Holliúdy - Kleber Mendonça Filho e João Maria - O som ao redor - Letícia Giffoni - Flores Raras |
| Melhor Roteiro Original | Melhor Roteiro Adaptado |
| - Kleber Mendonça Filho - O som ao redor - André Pereira - Mato sem cachorro - Halder Gomes - Cine Holliúdy - Heitor Dhalia e Vera Egito - Serra Pelada - Hilton Lacerda - Tatuagem | - Marcos Bernstein e Victor Atherino – adaptado da música Faroeste Caboclo de Renato Russo e Legião Urbana – Faroeste Caboclo - Bernard Attal, Iziane Mascarenhas e Sergio Machado – adaptado da obra A coleção invisível de Stefan Zweig – A Coleção Invisível - Matthew Chapman e Julie Sayres – adaptado da obra Flores Raras e Banalíssimas de Carmen L. Oliveira e baseado no roteiro de Carolina Kotscho, AC – Flores Raras - Marcos Bernstein e Melanie Dimantas – adaptado da obra O Meu Pé de Laranja Lima de José Mauro de Vasconcelos – Meu Pé de Laranja Lima - Nelson Pereira dos Santos e Miucha – adaptado da obra Antônio Carlos Jobim, o homem iluminado de Helena Jobim – A Luz do Tom - Paulo Gustavo e Fil Braz - adaptado da peça teatral Minha mãe é uma peça de Paulo Gustavo – Minha mãe é uma peça – o filme |
| Melhor Longa-Metragem Documentário | Melhor Longa-Metragem Infantil |
| - A Luz do Tom, de Nelson Pereira dos Santos. Produção: Márcia Pereira dos Santos por Regina Filmes Ltda e Maurício Andrade Ramos por Videofilmes - Dossiê Jango, de Paulo Henrique Fontenelle. Produção: Paulo Mendonça por Canal Brasil - Elena, de Petra Costa. Produção: Petra Costa por Busca Vida Filmes - Jorge Mautner – O Filho do Holocausto de Pedro Bial e Heitor D’Alincourt. Produção: Paulo Mendonça por Canal Brasil e Pedro Bial - O Dia Que Durou 21 Anos de Camilo Tavares. Produção: Karla Ladeia por Pequi Filmes - São Silvestre de Lina Chamie. Produção: Denise Gomes e Paula Cosenza por BossaNovaFilms e Girafa Filmes | - Meu Pé de Laranja Lima, de Marcos Bernstein. Produção: Katia Machado por Pássaros Films do Brasil Audiovisuais Ltda. - Corda Bamba, de Eduardo Goldenstein. Produção: Eduardo Goldenstein e Katya Goldenstein por Aion Cinematográfica Ltda. - Minhocas, de Paolo Conti. Produção: Paolo Conti por Animaking Produções, promoções artísticas e cinematográficas e com Ltda e Paulo Boccato por Glaz Entretenimento Ltda. - Tainá – A Origem, de Rosane Svartman. Produção: Pedro Rovai e Virginia Limberger por Sincrocine Produções cinematográficas. |
| Melhor Montagem de Documentário | Melhor Som |
| - Marília Moraes e Tina Baz - Elena - Alexandre Saggese e Luciane Correia - A Luz do Tom - Cesar Tuma e Verônica Saenz - O dia que durou 21 anos - Leyda Nápoles - Jorge Mautner – o filho do holocausto - Paulo Henrique Fontenelle - Dossiê Jango | - Leandro Lima, Mirian Biderman, ABC, Ricardo Chuí e Paulo Gama - Faroeste Caboclo - Alessandro Laroca, Armando Torres Jr. e Eduardo Virmond Lima - Uma história de amor e fúria - Alfredo Guerra e Érico Paiva - Cine Holliúdy - João Godoy, Mártin Grignaschi, Diego Gat e Lucas Meyere - Serra Pelada - Jorge Saldanha, Alessandro Laroca, Armando Torres Jr. e Eduardo Virmond Lima - O tempo e o vento - Paulo Ricardo Nunes, Alessandro Laroca e Armando Torres Jr. - Flores Raras |
| Melhor Trilha Sonora | Melhor Trilha Sonora Original |
| - Paulo Jobim - A Luz do Tom - Fil Pinheiro - Elena - Jards Macalé - Jards - Jorge Mautner - Jorge Mautner – o filho do holocausto - Lina Chamie - São Silvestre | - Phillipe Seabra - Faroeste Caboclo - Antônio Pinto - Serra Pelada - Carlos Trilha - Somos tão Jovens - DJ Dolores - O som ao redor - Marcelo Zarvos - Flores Raras |
| Melhor Curta-Metragem Ficção | Melhor Longa-Metragem Estrangeiro |
| - Flerte, de Hsu Chien - Au Revoir, de Milena Times - Linguagem, de Luis Rosemberg Filho - Os Irmãos Mai, de Thais Fujinaga - Todos Os Dias Em Que Sou Estrangeiro, de Eduardo Morotó | - Django Livre, de Quentin Tarantino - A Grande Beleza, de Paolo Sorrentino - Amour, de Michael Haneke - Azul É A Cor Mais Quente, de Addellatif Kechiche - Blue Jasmine de Woody Allen |
| Melhor Curta-Metragem Animação | Melhor Longa-Metragem Comédia |
| - O Menino Que Sabia Voar, de Douglas Alves Ferreira; - Engole Ou Cospervilha, de David Mussel, Fernanda Valverde, Gabriel Bitar, Giuliana Danza, Jonas Brandão, Marcelo Marão, Pedro Eboli, Zé Alexandre; - Faroeste, de Wesley Rodrigues; - Graffiti Dança, de Rodrigo EBA; - Macacos Me Mordam, de Sávio Leite e Cesar Mauricio; - Paleolito, de Ismael Lito e Gabriel Calegario; - Quinto Andar, de Marcos Nick; - Um Dia De Trabajo, de Francisco Rosatelli | - Cine Holliúdy, de Halder Gomes. Produção: Halder Gomes e Dayane Queiroz por ATC - Colegas, de Marcelo Galvão. Produção: Marcelo Galvão por Gata Cine Produções - Mato Sem Cachorro, de Pedro Amorim. Produção: Eliane Ferreira por Mixer e Malu Miranda por Lupa Filmes - Meu Passado Me Condena, de Julia Rezende. Produção: Mariza Leão por Atitude Produções - Minha Mãe É Uma Peça - O Filme, de André Pellenz. Produção: Iafa Britz por Migdal Filmes |

### Votos Populares
- Melhor Longa-Metragem Ficção: Cine Holliúdy, de Halder Gomes
- Melhor Longa-Metragem Documentário: Elena, de Petra Costa
- Melhor Longa-Metragem Estrangeiro: Django Livre, de Quentin Tarantino

## Resumo
Filmes com mais indicações:
- 13 indicações: Faroeste Caboclo e Serra Pelada
- 12 indicações: Flores Raras
- 10 indicações: Cine Holliúdy
- 8 indicações: O Som ao Redor e Tatuagem
- 5 indicações: Somos tão Jovens
- 4 indicações: O Tempo e o Vento e A Luz do Tom